# Apocrypta caudata
Apocrypta caudata är en stekelart som först beskrevs av Girault 1915.  Apocrypta caudata ingår i släktet Apocrypta och familjen fikonsteklar. Inga underarter finns listade i Catalogue of Life.